# 大運站
大运站是一个属于深圳地铁3号线、14号线和16号线的地铁车站，也是深圳地铁16号线近期的南端终点站，位于中华人民共和国廣東省深圳市龍崗區园山街道龙岗大道与龙飞大道交叉路口以南。
本站于2010年12月28日随深圳地铁3号线正式启用。随14号线和16号线建成的大运综合交通枢纽是深圳市第一个横跨地下、地面和地上的综合性交通枢纽。

## 車站結構
大运站分为两个部分：

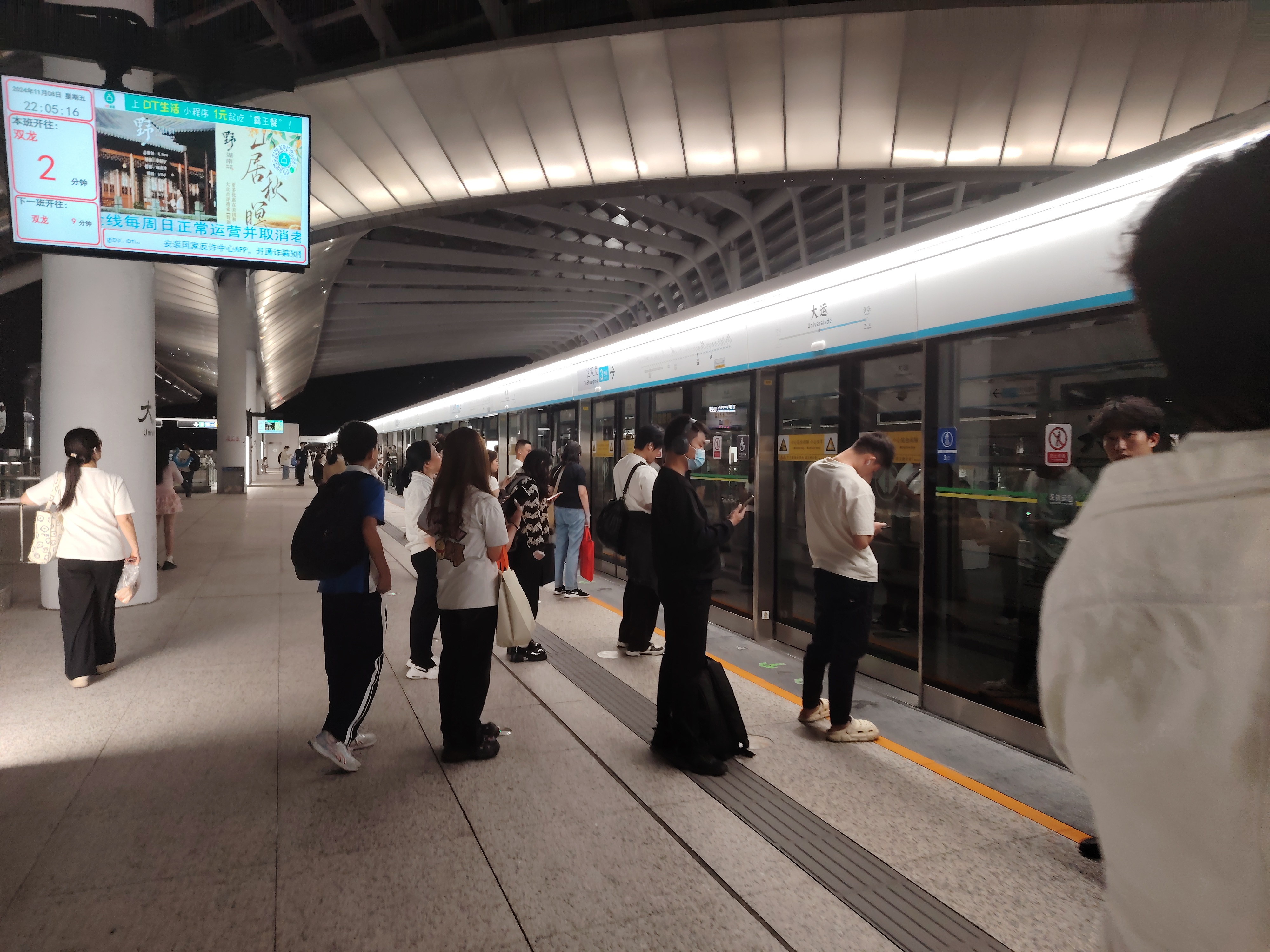
3号线 所属的地上部分为地上三层10米岛式车站，位于龙岗大道上空。3号线车站西侧设有一换乘核，供乘客前往地下部分换乘  14号线 和   16号线 。
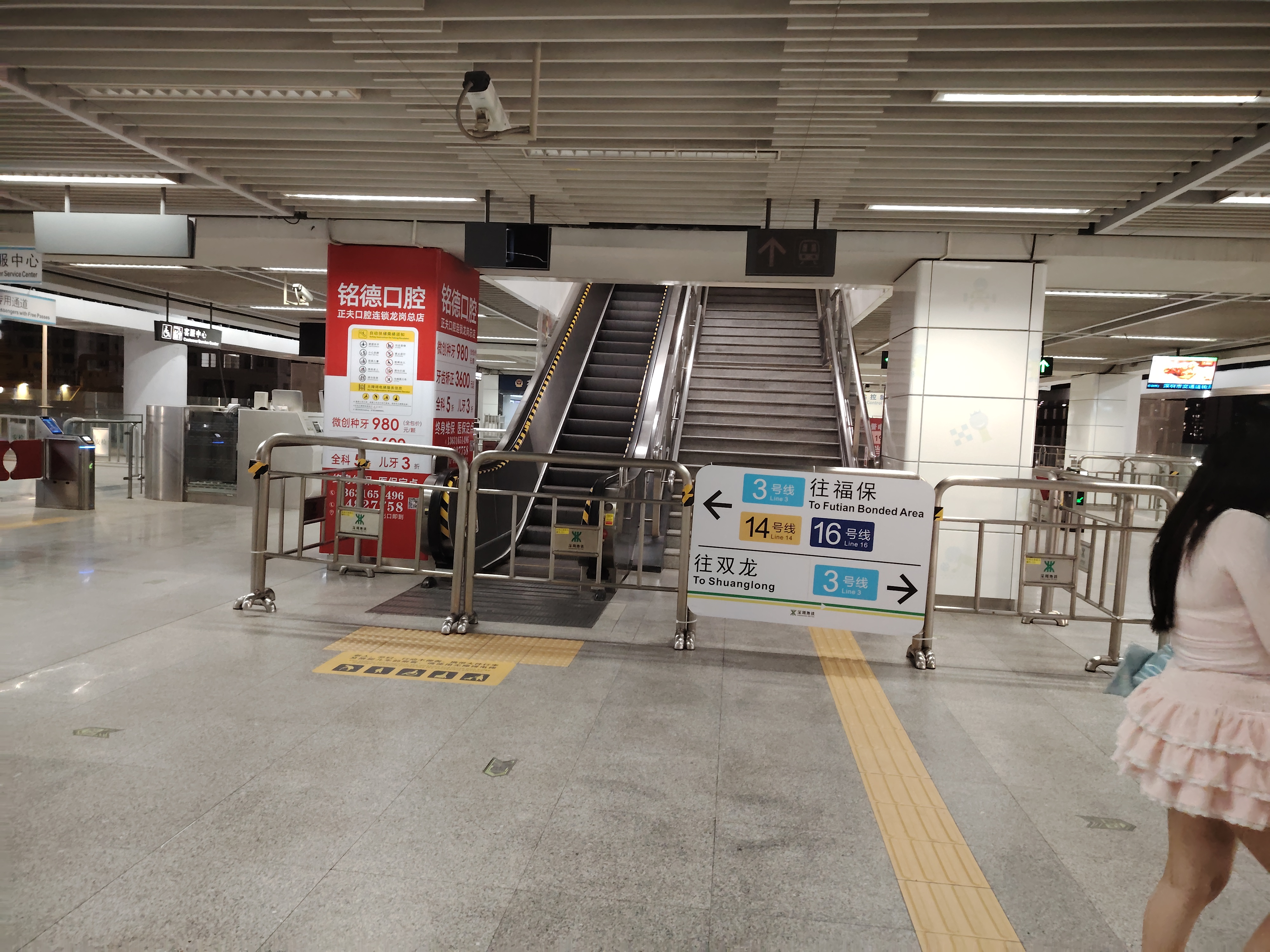
暂时封闭的3号线岛式月台楼梯
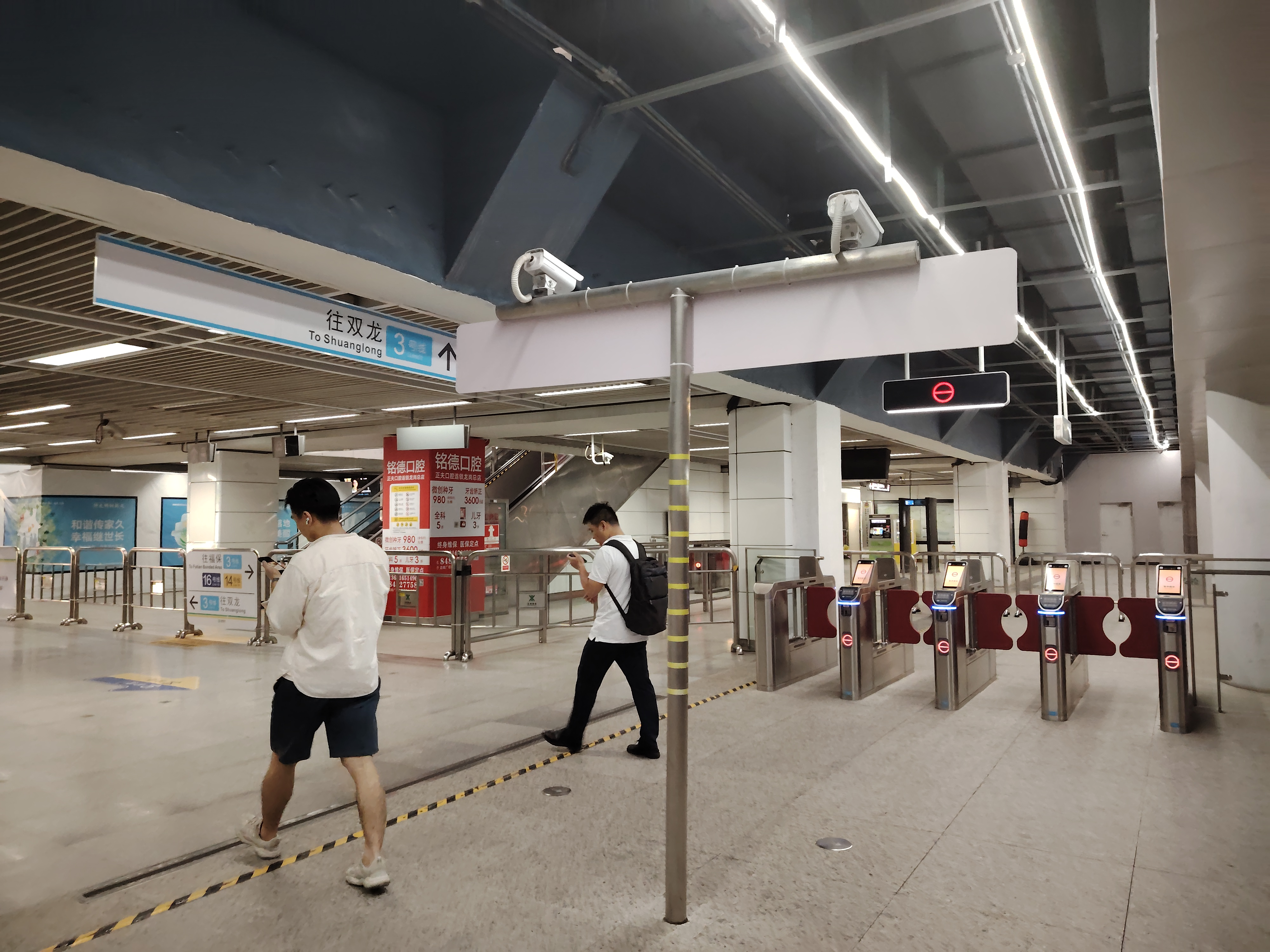
14号线 和   16号线 所属的地下部分为地下三层14米双岛式车站，位于龙岗大道西侧地下。16号线路轨南侧设有一对交叉渡线，供终到本站的列车站后折返使用。
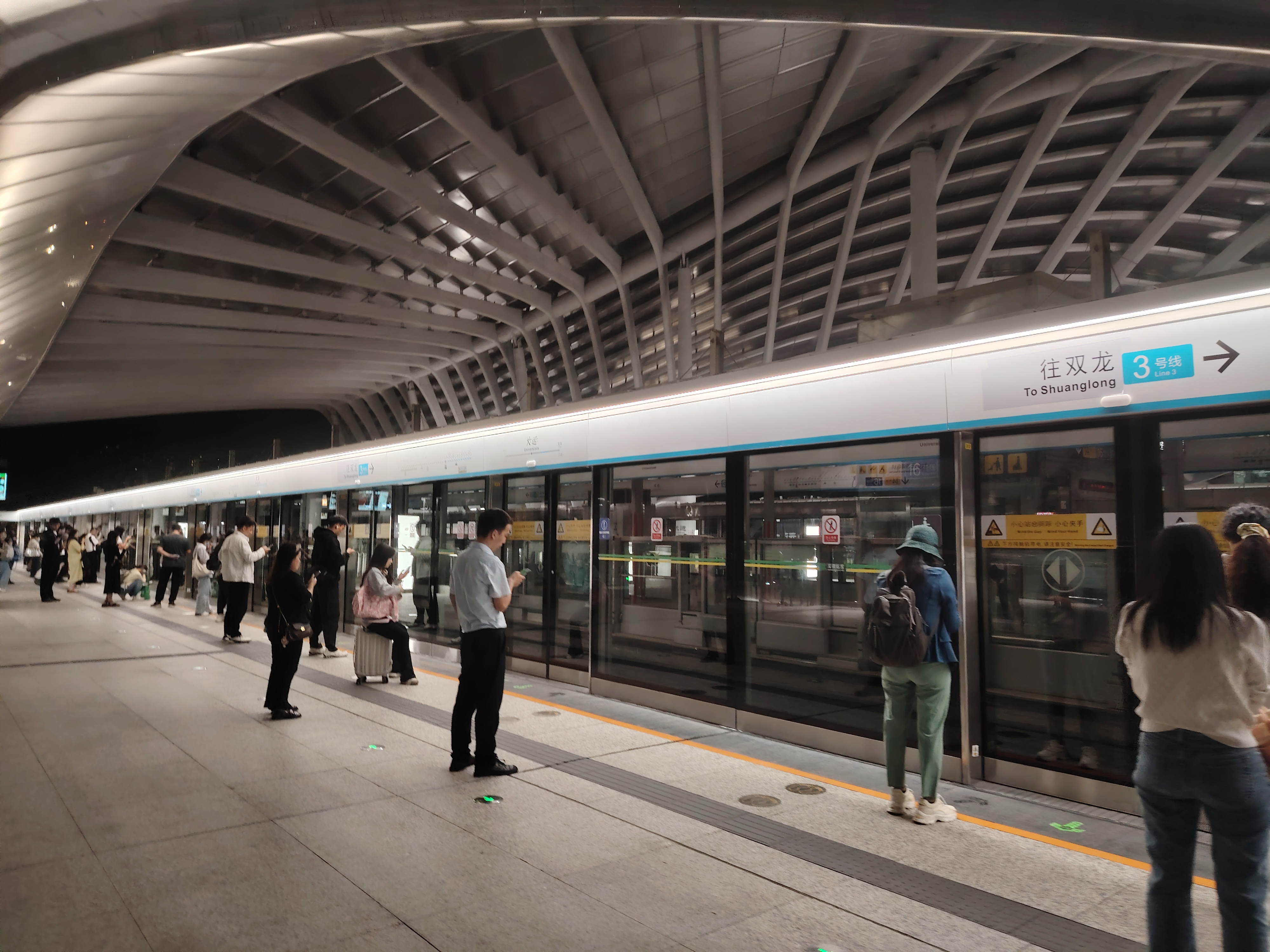
3号线北上侧式月台

车站地下一层为枢纽交通层，提供片区地下交通功能。

### 楼层
| 側式 · 開右邊车门       |  |                         |
|                         |  | 3號線往坪地六联（爱联） |
| 島式 · 暫時停用，改造中 |  |                         |
|                         |  | 3號線往福保（荷坳）     |
| 側式 · 開右邊车门       |  |                         |

|                                |  | 14號線往岗厦北（坳背）   |
| 島式 · ↑開左邊车门 ↓開右邊车门 |  |                          |
|                                |  | 16號線下客站台           |
|                                |  | 16號線往田心（大运中心） |
| 島式 · ↑開右邊车门 ↓開左邊车门 |  |                          |
|                                |  | 14號線往沙田（嶂背）     |

- 3号线（往坪地六联）(暂停使用中)
- 3号线（往福保）(暂停使用中)
- 14号线（往岗厦北）
- 14号线（往沙田）
- 16号线（往西坑）
- 16号线（往田心）

- 3号线侧式南行月台
- 暂时封闭的3号线岛式月台楼梯
- 3号线站厅区
- 3号线北上侧式月台

### 出入口
大运站两个部分共十八个出入口分开布置：
- 3号线 和换乘核部分共设有七个出入口，其中1、2、3、4四个出入口为原3号线部分四个出入口改造而成，14a、b、c三个出入口则随换乘核新建。目前1、4、14a、14b、14c五个出口暂未启用。换乘核二层还预留了前往配套物业区域的接口。
- 14号线 和   16号线 部分共设有十一个出入口，所有出口均连接至位于地下一层的公共空间。目前5、6、9a、9b、10b五个出口暂未启用。

2、3、5、7、10a、11、13、14口设有无障碍电梯，9、11口设有卫生间。
| 出口编号及设施                                                        | 出口编号及设施 | 出口编号及设施 | 主出口图片                                         | 垂直电梯图片 | 建议前往的目的地 |
| --------------------------------------------------------------------- | -------------- | -------------- | -------------------------------------------------- | ------------ | ---------------- |
|                                                                       |                |                |                                                    |              |                  |
| （原A口） · 暂未启用                                                  |                | 不适用         | 龙岗大道东侧（南） 沈海高速北侧（东） 大运软件小镇 |              |                  |
| （原B口） · 坡道位于垂直电梯处                                        |                |                | 龙岗大道东侧（北） 爱南路南侧（东） 莲塘尾工业区   |              |                  |
| （原C口） · 坡道位于垂直电梯处                                        |                |                | 龙岗大道西侧（中北） 龙飞大道南侧 颐安都会中央     |              |                  |
| （原D口） · 暂未启用                                                  |                | 不适用         | 龙岗大道西侧（中南） 桂坪路北侧 桂坪村 荷坳新村    |              |                  |
|                                                                       |                |                | 龙岗大道西侧（中南） 桂坪路北侧 桂坪村 荷坳新村    |              |                  |
| · 暂未启用 · 坡道位于垂直电梯处                                       |                |                | 龙岗大道西侧（中南） 桂坪路北侧 桂坪村 荷坳新村    |              |                  |
| · 暂未启用                                                            |                | 不适用         | 龙岗大道西侧（中）                                 |              |                  |
| · 坡道位于垂直电梯处                                                  |                |                | 龙岗大道西侧（南） 机荷高速北侧（西）              |              |                  |
| 出口 · 8L · 盲道标志 · 扶手电梯标志                                   |                | 不适用         | 同1口                                              |              |                  |
| · 暂未启用                                                            |                | 不适用         | 同1口                                              |              |                  |
| · 暂未启用                                                            |                | 不适用         | 同1口                                              |              |                  |
| · 坡道位于垂直电梯处                                                  |                |                | 同2口                                              |              |                  |
| · 暂未启用                                                            |                |                | 同2口                                              |              |                  |
| · 坡道位于垂直电梯处                                                  |                |                | 龙岗大道西侧（北） 爱南路南侧（西） 星河时代       |              |                  |
| 出口 · 12L · 盲道标志 · 扶手电梯标志                                  |                | 不适用         | 龙岗大道西侧（北） 爱南路南侧（西） 星河时代       |              |                  |
| · 坡道位于垂直电梯处                                                  |                |                | 同3口                                              |              |                  |
| 换 乘 核                                                              |                |                |                                                    |              |                  |
| · 暂未启用 · 垂直电梯通往地上和地下站厅                               |                | 不适用         | 同6口                                              |              |                  |
| · 暂未启用 · 垂直电梯通往地上和地下站厅                               |                | 不适用         | 同6口                                              |              |                  |
| · 暂未启用 · 垂直电梯通往地上和地下站厅                               |                | 不适用         | 同4口                                              |              |                  |
| 註： 設有 \| 設有 \| 設有 \| 設於同一層 \| 設有扶手電梯 \| 設有洗手間 |                |                |                                                    |              |                  |

### 车站艺术

#### 文化艺术品
| 3号线 站厅艺术柱 | 换乘核 壁画                 |
| ---------------- | --------------------------- |
|                  |                             |
| 大运LOGO         | 《冷暖相遇》 艺术家：宋建明 |

## 历史

### 3号线规划及建设
本站在规划时随3号线一同出现，当时名称为体育新城站。

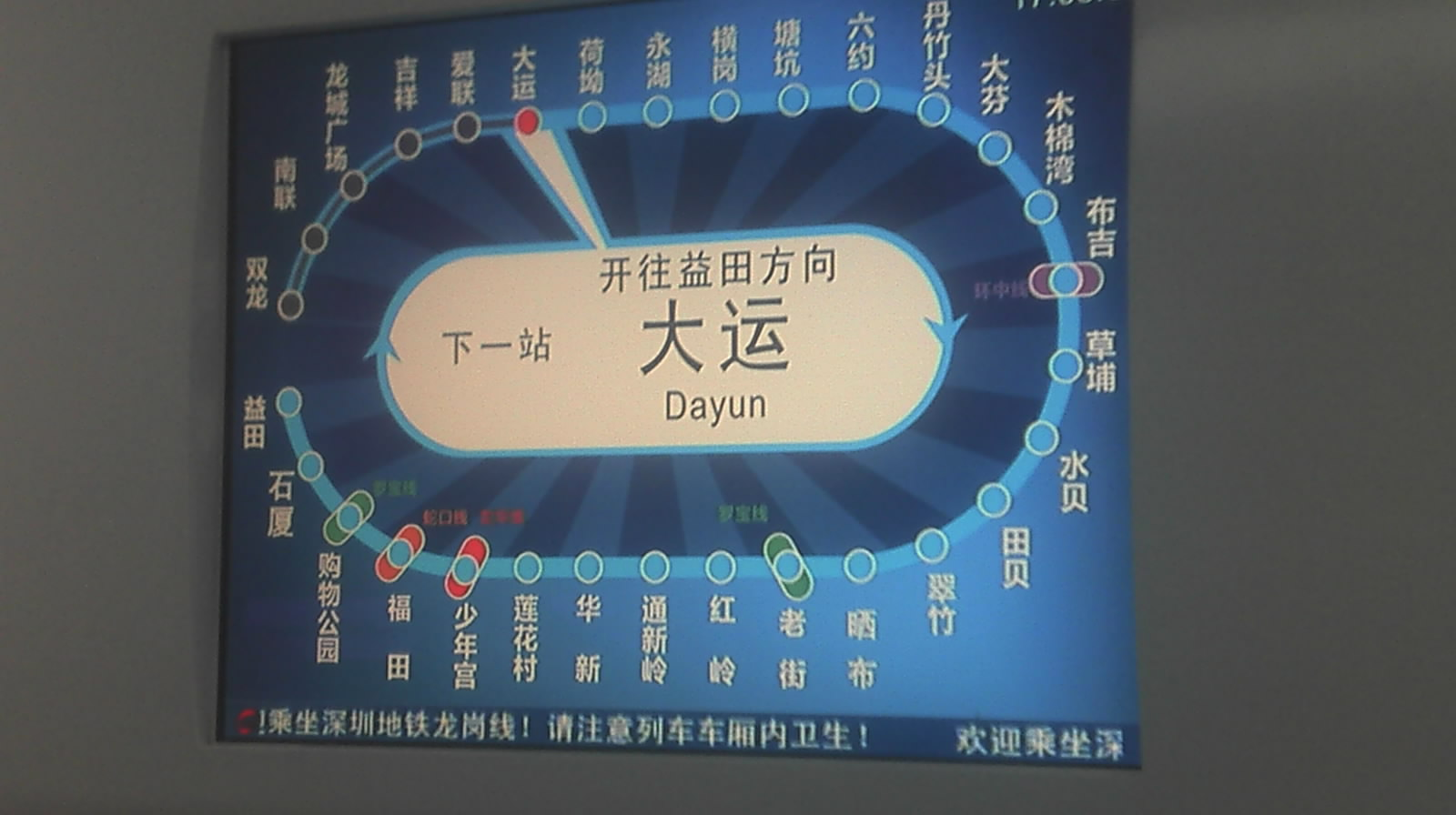
错误显示的屏幕（2011年9月）

2010年6月28日，本站（3号线车站）随深圳地铁3号线一期一同正式启用。
开通时的站台使用情况：
| 站台              | \| \| 1 \| 3號線往双龙（爱联） \| \| \| \| 島式 · 開左邊车门 \| \| \| \| \| \| \| \| 3號線往益田（荷坳） \| 2 \| \| | \| \| 1 \| 3號線往双龙（爱联） \| \| \| \| 島式 · 開左邊车门 \| \| \| \| \| \| \| \| 3號線往益田（荷坳） \| 2 \| \| |   |  |
|                   | 1 | 3號線往双龙（爱联）                                                                                                 |   |  |
| 島式 · 開左邊车门 | | |   |  |
|                   | | 3號線往益田（荷坳）                                                                                                 | 2 |  |

值得一提的是，当时部分列车的PIDS会显示本站英文名为本站汉语拼音站名“Dayun”，但实际应该是“Universiade”。现在这个状况得以改善。

### 2011年深圳大运会

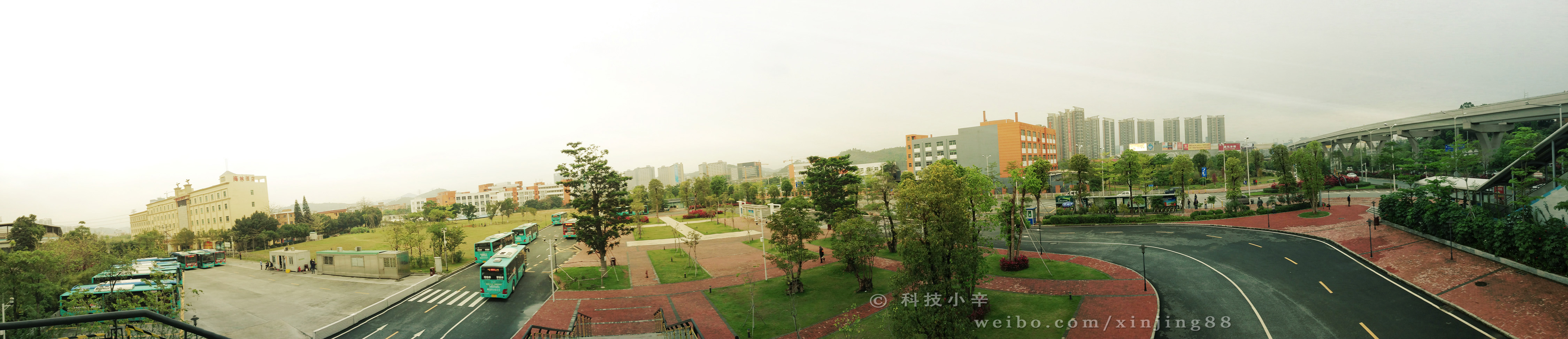
公交车站全景（2013年4月）

大运会时，本站作为前往大运中心体育馆的主要交通接驳站，于车站西侧设置大型公交首末站，并在运动会结束后得到保留，使用至2020年。

### 大运综合交通枢纽规划与建设（3号线改造、14号线、16号线）
在深圳轨道交通第四期规划中，大运站将升级成为大运综合交通枢纽,该枢纽是深圳东部唯一一个汇集城际、快线、普线的站城一体化综合交通枢纽，该枢纽设置地下三层、地上二层，衔接既有地铁3号线及在建14、16号线和规划的城际33号线（深大城际）。服务于龙岗区中心区西部交通。新建枢纽和月台大部分位于龙岗大道西侧地下，为地下岛式车站。3号线与其他线路之间为天地十字交叉换乘；枢纽造型以“湾区之舞”为主题，整体形态飘逸轻盈，结构及装饰造型新颖。主体雨棚采用空间桁架钢结构。
枢纽工程由中国中铁集团属下单位承建，总体建筑面积约16万平方米，相当于17个普通地铁站的体量。枢纽主要由14与16号线车站、线路轨道、换乘交通核、龙岗大道下沉工程及其他交通接驳、地铁商业服务等组成。其中，车站全长372米，标准段宽64米，为地下三层三柱四跨、局部五柱六跨矩形框架结构。车站大里程明挖基坑长216米，宽12米～63米，地下两层（局部三层）结构，提供14、16号线区间盾构接收。车站小里程端设置盾构始发井，左线始发井基坑长66米，宽11米，小里程长约122米，宽15米，为地下两层单跨矩形结构，接16号线列车折返线。为了缝合连接龙岗大道东西两侧地块，将与龙岗大道下沉工程同期建设。其中，西侧下沉隧道长约597米，东侧下沉隧道长约320米。
受此影响，大运站C出口已关闭，而大批公交线路也因此分流到附近车站，导致接驳距离较其他地方为远。
2021年6月，大运综合交通枢纽的主体结构封顶。
2022年1月1日——2日（原计划为3日），大运枢纽主体雨棚开始安装，主体雨棚采用空间桁架钢结构，主桁架梁长51米、宽8.4米、高7.1米，重达164吨，施工时需采用单机500吨履带吊一次吊装完成，起吊高度达36米，施工危险系数极高。受此影响，3号线塘坑站至双龙站区段在这期间停止运营，同时在上述区段各站点提供公交接驳服务。最终仅用时48小时，于1月3日00:28成功完成吊装，焊接一次合格率达100%。使得3号线提前一天，于1月3日当天恢复正常运营。
2022年3月，大运枢纽地下车站及交通换乘中心主体结构全部完成，已通过初验全面移交进入安装装修阶段。地上钢结构工程拼装完成85%。枢纽的七组风亭、18个出入口除了东侧3个出口待交通疏解完成后开工之外，均已完成。
2022年7月16日，大运枢纽开始对既有3号线的雨棚进行拆除。既有雨棚总长度为134米，宽22米，中心点处高约6.8米，总面积2800平方米。受限于“湾区之舞”的特殊造型，既有雨棚拆除极为复杂，属世界首例，时间上地铁停运最多只有两天，空间上新旧雨棚之间无机械设备操作空间。为此，施工单位中铁五局先前经过一年多的反复研究，首创新工法；按照该工法，既有雨棚按每段18米分割为7个单元块，从两端向中间分段拆除，分段完成后吊运滑移至外侧延伸平台，再分别由一台320吨履带吊和一台300吨汽车吊运至地面解体、外运出场。受此影响，7月16日至17日，3号线塘坑站至双龙站区段双方向再度全天停止运营，同时在上述区段各站点提供公交接驳服务。7月17日23：40，3号线既有雨棚拆除、场地清运以及运营检修工作全部完成，标志着大运枢纽改造第二阶段施工提前290分钟顺利完工。7月18日恢复正常运营。
2022年8月7日-30日期间，大运枢纽进入施工改造的第三阶段，主要为3号线大运站新建侧式站台以加宽候车空间，待项目完工及相关配套设施建成后，将实现乘客在中间岛式站台上车，在两边侧式站台下车的功能，极大提高3号线大运站换乘能力，进一步方便市民出行；这也使得大运站3号线部分成为深圳首个高架西班牙式月台车站，也是中国大陆罕见的已运营线路加建的西班牙式月台车站。受此影响，3号线塘坑站至双龙站区段在7日-30日期间将提前约3小时结束运营，同时在上述区段各站点提供公交接驳服务。
2022年8月31日，本站完成3号线扩展结构侧式站台加宽钢结构吊装及20跨楼承板安装工作，为侧式站台后续屏蔽门安装施工夯实了基础。
2022年10月28日，本站地下部分随深圳地铁14号线一期和深圳地铁16号线一期一同正式启用。

## 未来发展

### 3号线西班牙式站台

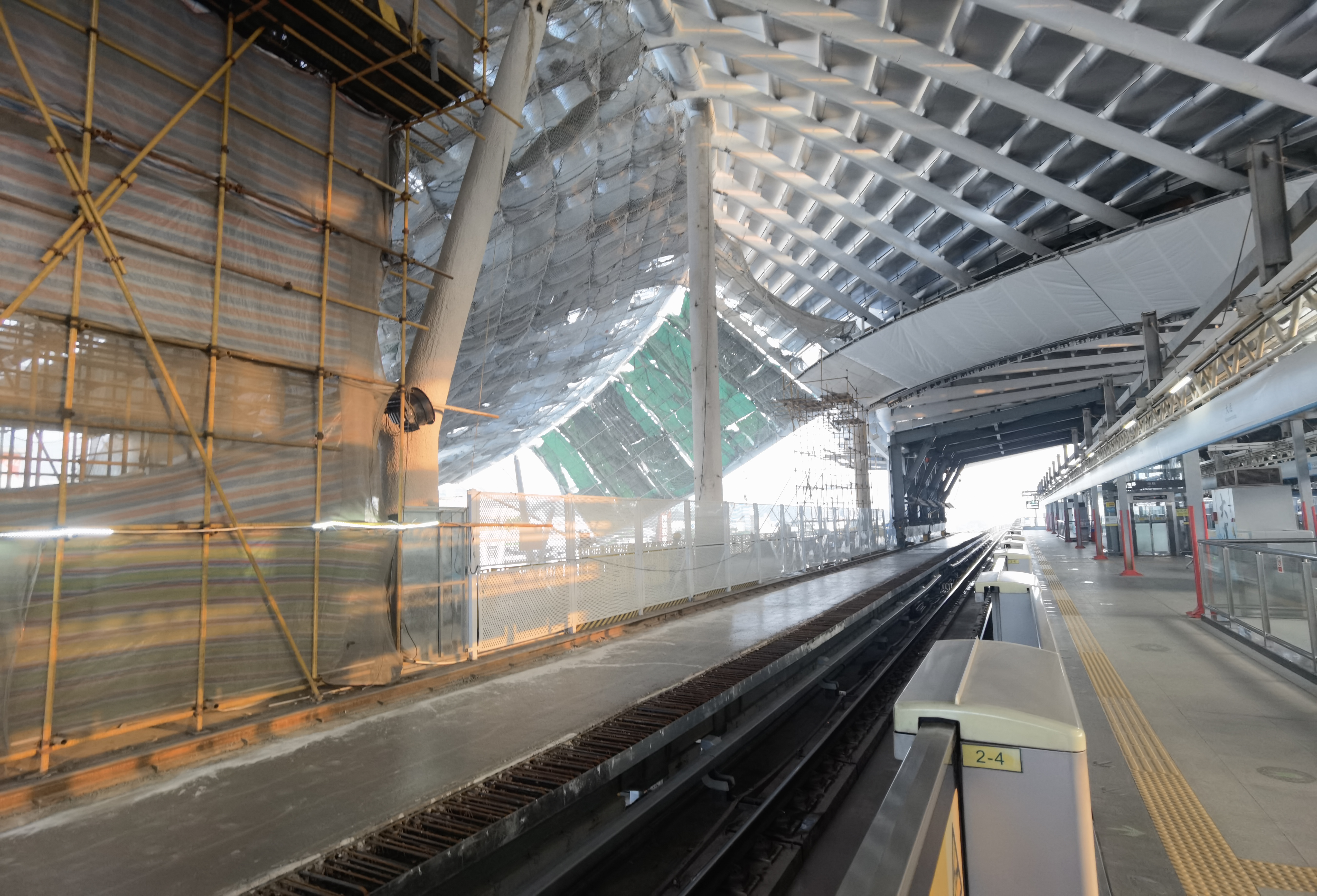
增建的3号线北上侧式月台 （2022年9月）

随大运综合交通枢纽一同建设的3号线扩展结构仍在建设中，其中新建侧式月台在2024年10月26日启用，同日暂时关闭旧有岛式月台以便配合改造，预计2025至2027年旧有岛式站台改造完毕后才重新开放。
预计新站台启用后的站台使用情况：
| 站台                       | \| 側式 · 開右邊车门 · 仅下客 \| \| \| \| \| \| 3號線往坪地六联（爱联） \| \| 島式 · 開左邊车门 · 仅上客 \| \| \| \| \| \| 3號線往福保（荷坳） \| \| 側式 · 開右邊车门 · 仅下客 \| \| \| | \| 側式 · 開右邊车门 · 仅下客 \| \| \| \| \| \| 3號線往坪地六联（爱联） \| \| 島式 · 開左邊车门 · 仅上客 \| \| \| \| \| \| 3號線往福保（荷坳） \| \| 側式 · 開右邊车门 · 仅下客 \| \| \| |
| 側式 · 開右邊车门 · 仅下客 | | |
|                            | | 3號線往坪地六联（爱联） |
| 島式 · 開左邊车门 · 仅上客 | | |
|                            | | 3號線往福保（荷坳） |
| 側式 · 開右邊车门 · 仅下客 | | |

### 深大城际铁路
深大城际铁路将在龙飞大道地下设站，与既有车站通过通道换乘。目前深大城际铁路深圳段正在施工中，预计将于2026年启用。

### 16号线延伸段
深圳地铁16号线将继续延伸至园山西坑站，开通后本站将不再为本线终点站。目前16号线二期南延段正在施工中，预计将于2025年启用。
预计延伸段开通后的站台使用情况：
| 站台                           | \| \| \| 14號線往岗厦北（坳背） \| \| 島式 · ↑開左邊车门 ↓開右邊车门 \| \| \| \| \| \| 16號線往园山西坑（金源） \| \| \| \| 16號線往田心（大运中心） \| \| 島式 · ↑開右邊车门 ↓開左邊车门 \| \| \| \| \| \| 14號線往沙田（嶂背） \| | \| \| \| 14號線往岗厦北（坳背） \| \| 島式 · ↑開左邊车门 ↓開右邊车门 \| \| \| \| \| \| 16號線往园山西坑（金源） \| \| \| \| 16號線往田心（大运中心） \| \| 島式 · ↑開右邊车门 ↓開左邊车门 \| \| \| \| \| \| 14號線往沙田（嶂背） \| |
|                                | | 14號線往岗厦北（坳背） |
| 島式 · ↑開左邊车门 ↓開右邊车门 | | |
|                                | | 16號線往园山西坑（金源） |
|                                | | 16號線往田心（大运中心） |
| 島式 · ↑開右邊车门 ↓開左邊车门 | | |
|                                | | 14號線往沙田（嶂背） |

## 接驳交通
| 编号           | 编号        | 线路                   | 线路 | 线路                 | 收费  | 运营商   | 备注               |
| -------------- | ----------- | ---------------------- | ---- | -------------------- | ----- | -------- | ------------------ |
|                | 高峰专线957 | 信息学院乐群楼         | 直 ↺ | 大运地铁接驳站       | 2元   | 东部三分 | 上课日周五至日服务 |
|                | M219        | 坪地牛眠岭总站         | ⇆    | 北理莫斯科大学       | 2元   | 东部五分 | 合并原 B738        |
|                | M294        | 龙岗信息学院总站       | ⇆    | 金牛东综合停车场     | 2元   | 东部三分 |                    |
|                | M303        | 大运地铁接驳站         | →    | 龙园大观             | 2元   | 东部三分 | 原 901             |
| 龙城水厂       | M303        | ←                      |      | 龙园大观             | 2元   | 东部三分 | 原 901             |
|                | M322        | 大运新城总站           | →    | 碧岭村公交总站       | 2元   | 东部三分 |                    |
| 中海康城国际南 | M322        | ←                      |      | 碧岭村公交总站       | 2元   | 东部三分 |                    |
|                | M360深圳    | （深圳）华盛公交首末站 | ⇆    | （深圳）星河智荟总站 | 2–8元 | 东部一分 | 经东莞市凤岗镇     |
|                | M547        | 龙岗信息学院总站       | ⇆    | 坂田国际中心总站     | 3元   | 东部三分 | 原 812西段         |

| 编号 | 编号     | 线路                   | 线路 | 线路               | 收费  | 运营商   | 备注           |
| ---- | -------- | ---------------------- | ---- | ------------------ | ----- | -------- | -------------- |
|      | M318深圳 | （深圳）大运地铁接驳站 | ⇆    | （深圳）平湖火车站 | 2.5元 | 东部三分 | 经东莞市凤岗镇 |
|      | M446     | 龙岗信息学院总站       | ⇆    | 五清将军路口       | 2元   | 东部三分 | 原 B809        |
|      | M593     | 龙岗信息学院总站       | ⇆    | 龙岗汽车总站       | 2元   | 东部三分 |                |

| 编号 | 编号 | 线路             | 线路 | 线路                         | 收费 | 运营商   | 备注 |
| ---- | ---- | ---------------- | ---- | ---------------------------- | ---- | -------- | ---- |
|      | M317 | 龙岗信息学院总站 | ⇆    | 深圳坪山综合交通枢纽公交场站 | 2元  | 东部三分 |      |

| 编号 | 编号  | 线路             | 线路 | 线路                   | 收费 | 运营商   | 备注     |
| ---- | ----- | ---------------- | ---- | ---------------------- | ---- | -------- | -------- |
|      | 莞786 | （东莞）凤岗车站 | ↺    | （深圳）大运地铁接驳站 | 2元  | 莞巴东分 | 原 凤岗6 |

| 编号           | 编号 | 线路               | 线路             | 线路                 | 收费  | 运营商   | 备注        |
| -------------- | ---- | ------------------ | ---------------- | -------------------- | ----- | -------- | ----------- |
|                | E33  | 新和总站           | ⇆                | 龙岗教苑总站         | 10元  | 东部二分 | 原 868      |
|                | E34  | 坑梓基地总站       | ⇆                | 华盛公交首末站       | 10元  | 东部五分 | 原 868区间1 |
|                | M229 | 横岗万利总站       | ⇆                | 龙岗汽车总站         | 2元   | 东部三分 |             |
|                | M239 | 坪地汇源工业区总站 | ⇆                | 火车站西广场公交总站 | 2–8元 | 东部五分 | 原 309      |
|                | M266 | 横岗万利总站       | ⇆                | 同乐浪背总站         | 2元   | 东部三分 | 原 938      |
|                | M294 | 龙岗信息学院总站   | ⇆                | 金牛东综合停车场     | 2元   | 东部三分 |             |
|                | M322 | 大运新城总站       | →                | 碧岭村公交总站       | 2元   | 东部三分 |             |
| 中海康城国际南 | M322 | ←                  |                  | 碧岭村公交总站       | 2元   | 东部三分 |             |
|                | M396 | 坑梓大窝总站       | →                | 西坑路口             | 2–8元 | 东部五分 | 原 380A     |
| ←              | M396 | 坑梓大窝总站       | 横岗中心学校总站 |                      | 2–8元 | 东部五分 | 原 380A     |

| 编号 | 编号     | 线路                         | 线路 | 线路                 | 收费  | 运营商   | 备注           |
| ---- | -------- | ---------------------------- | ---- | -------------------- | ----- | -------- | -------------- |
|      | M359     | 深圳坪山综合交通枢纽公交场站 | ⇆    | 观澜大水田总站       | 2–8元 | 东部四分 | 原 865         |
|      | M360深圳 | （深圳）华盛公交首末站       | ⇆    | （深圳）星河智荟总站 | 2–8元 | 东部一分 | 经东莞市凤岗镇 |
|      | M547     | 龙岗信息学院总站             | ⇆    | 坂田国际中心总站     | 3元   | 东部三分 | 原 812西段     |

| 编号     | 编号 | 线路              | 线路 | 线路           | 收费  | 运营商   | 备注        |
| -------- | ---- | ----------------- | ---- | -------------- | ----- | -------- | ----------- |
|          | M219 | 坪地牛眠岭总站    | ⇆    | 北理莫斯科大学 | 2元   | 东部五分 | 合并原 B738 |
|          | M303 | 大运地铁接驳站    | →    | 龙园大观       | 2元   | 东部三分 | 原 901      |
| 龙城水厂 | M303 | ←                 |      | 龙园大观       | 2元   | 东部三分 | 原 901      |
|          | M357 | 横岗228工业区总站 | ⇆    | 葵涌公交总站   | 2–7元 | 东部三分 | 原 823      |

| 编号 | 编号    | 线路                 | 线路 | 线路               | 收费   | 运营商   | 备注                                                                        |
| ---- | ------- | -------------------- | ---- | ------------------ | ------ | -------- | --------------------------------------------------------------------------- |
|      | E23     | 远洋新干线公交首末站 | ⇆    | 航城总站           | 10元   | 东部五分 | 原 K651                                                                     |
|      | 351     | 六约地铁公交接驳站   | ⇆    | 建设路三岛中心总站 | 3元    | 巴士二分 |                                                                             |
|      | 358     | 福宁总站             | ⇆    | 沙头角公交总站     | 2–6元  | 巴士二分 | 经欧景城、安良六村、沙深路口                                                |
|      | 358快线 | 福宁总站             | ⇆    | 沙头角公交总站     | 2–6元  | 巴士二分 | 经龙城广场地铁站、盐田双拥公园、盐田妇幼保健院；定时班车；原 M314（第一代） |
|      | 833     | 龙岗教苑总站         | ⇆    | 新大公交总站       | 2–10元 | 东部四分 |                                                                             |
|      | 923     | 五联社区             | ⇆    | 荷坳社区           | 2元    | 东部三分 |                                                                             |

## 相关图像

### 3号线和换乘核（地上部分）
- 旧站台
- 站名书法字
- 换乘核内俯视
- 换乘核内仰视

- 3号线标准站名字
- 改造前站厅（2016年10月）
- 改造前站台（2016年10月），可见3号线标准站顶棚

### 14号线和16号线（地下部分）
- 站厅（地下二层）
- 站台
- 站台
- 站名书法字（14号线）
- 站名书法字（16号线）

- 车站工地（2020年5月）
- 13号口下沉广场内部（2022年10月）

### 深大城际铁路
- 车站工地（2022年9月）
- 车站工地（2023年3月）